# Alvin Robertson
Alvin Cyrrale Robertson (Barberton, 22 juli 1962) is een voormalig Amerikaans basketballer die speelde als shooting guard. Hij won met het Amerikaans basketbalteam de gouden medaille op de Olympische Zomerspelen 1984.
Robertson speelde voor het team van de Universiteit van Arkansas, voordat hij in 1984 zijn NBA-debuut maakte bij de San Antonio Spurs. In totaal speelde hij 10 seizoenen in de NBA. Tijdens de Olympische Spelen speelde hij 8 wedstrijden, inclusief de finale tegen Spanje. Gedurende deze wedstrijden scoorde hij 62 punten.
Hij is de vader van Americanfootballspeler Tyrell Johnson en basketbalspeler Elgin Cook.